# 苫多
苫多（とまた）は、北海道厚岸郡厚岸町にある地名。郵便番号は088-0876。本項では同じく厚岸湾沿いに位置する沖万別（おきまんべつ、郵便番号088-0875）及び敏内（びんない、郵便番号088-0877）についても記載する。

## 地理
厚岸町西部に位置し、門静、尾幌、釧路町仙鳳趾村に隣接する。沖万別は1971年（昭和46年）より地滑り変動が確認されており、対策が行われている。
苫多海岸は秘境的な景勝地として町ホームページで紹介されている。

### 河川
- 尾幌分水

## 歴史

### 苫多
アイヌの時代はトマタロという酋長が住んでおり、明治には現在の尾幌や上尾幌などを含む地域が苫多村となった。苫多村の村名は厚岸町の一部となった後も字名改正が行われるまでは付近一帯の大字として残っていた。
かつての苫多海岸は砂浜が広がり、ニシンの干場として有名であった。

### 沖万別
厚岸湾沿いの漁村である。

### 敏内
1908年の『殖民広報』では敏内に農業事務所、駅逓所、社寺、開業医、商店等があり市街地を形成しているとあるため、当時は現在よりも広い範囲を示す地名であったと思われる。

### 地名の由来
苫多はトマタロというアイヌの酋長に由来し、沖万別は「川口に萱のある川」を意味するアイヌ語に由来する。

### 沿革
- 1900年（明治33年） 7月1日 - 厚岸町が一級町村制を施行し、厚岸町の一部となる。
- 2004年（平成16年）7月5日 - 厚岸町字名改正事業に伴って、大字苫多村の字苫多、ポントマリ、沖万別が苫多に、字沖万別、モセウシが沖万別に、字敏内、ビンナイが敏内に改称される[10][11]。

## 世帯数と人口
2023年（令和5年）3月31日現在の世帯数と人口は以下のとおりである。
| 地区名 | 世帯数 | 人口 |
| ------ | ------ | ---- |
| 苫多   | 19世帯 | 44人 |

## 小・中学校の学区
町立小・中学校に通う場合、学区は以下の通りとなる。
|      | 小学校             | 中学校             |
| ---- | ------------------ | ------------------ |
| 全域 | 厚岸町立真龍小学校 | 厚岸町立真龍中学校 |

## 交通
- 幅員の狭い町道が通ずるのみである。

## 施設
- 厚岸町役場苫多分館